# Virtual terminal
Una terminal virtual, VT, Virtual terminal (en inglés) es un emulador de terminal que permite a un ordenador emular las funciones de un terminal. Un VT puede utilizarse para conectarse a un ordenador remoto o para ejecutar un ordenador local en modo texto.
En los sistemas de red de ordenadores abiertos, una virtual terminal, o terminal virtual (VT), es un servicio de aplicación que:
1. Permite que los terminales host (servidor), en una red multiusuario, interactúen con otros hosts, independientemente del tipo y las características del terminal.[1]
2. Permite el inicio de sesión en un remoto por parte de administradores de redes de área local con fines de administración,[2] generalmente para realizar una transferencia de archivos o ejecutar una aplicación. Años atrás, esta funcionalidad solía ser realizada por un terminal físico, pero ahora se emula en software.[3]
3. Permite a los usuarios acceder a la información de otro procesador host para el procesamiento de transacciones.
4. Sirve como una instalación de respaldo.

## Terminal virtual en espacio delnúcleo
Los sistemas operativos proporcionan una variedad de dispositivos que son terminales virtuales del núcleo. A diferencia de una terminal virtual de espacio de usuario, donde el programa emulador de terminal se ejecuta como un servicio, en las terminales virtuales del núcleo, el programa emulador de terminal se ejecuta dentro del núcleo, en el espacio del núcleo, como es el caso de vkernel en DragonFlyBSD.
- Los sistemas Linux proporcionan terminales virtuales de núcleo en /dev/tty1 a /dev/tty63 (aunque se pueden acceder de tty1 a tty6 con la combinación de teclas: Ctrl + Alt + F1,..., hasta Ctrl + Alt + F6).[5]
- Los sistemas FreeBSD proporcionan terminales virtuales de núcleo en los dispositivos /dev/ttyv0 a /dev/ttyv8.
- Los sistemas OpenBSD proporcionan terminales virtuales de núcleo en los dispositivos /dev/ttyC0 a /dev/ttyCb.
- Los sistemas NetBSD proporcionan terminales virtuales de núcleo en los dispositivos /dev/ttyE0 a /dev/ttyEb.

## Terminal virtual para pagos en línea
Los terminales virtuales son aplicaciones web que actúan como lectores de tarjetas digitales y permiten a las empresas aceptar pagos con tarjeta de los clientes por teléfono, correo electrónico, Internet o fax. Sirve como una forma conveniente y segura de procesar información de tarjetas de crédito o débito desde cualquier dispositivo, y eso también sin necesidad de una terminal física.
Los terminales virtuales funcionan con un software basado en la web, lo que le brinda la capacidad de procesar pagos electrónicamente, sin utilizar un terminal de punto de venta (POS) físico. Incluso para los usuarios que normalmente usan terminales POS, las terminales virtuales ofrecen otra forma de procesar las transacciones de los clientes desde una variedad de fuentes cuando las terminales de pago tradicionales no están disponibles.
Una terminal virtual convierte su computadora en una terminal de tarjeta de crédito. Es perfecto para la facturación remota o para aceptar tarjetas de crédito por teléfono.

## Ejemplos
- PuTTY es un ejemplo de terminal Virtual.[9]

- CCITT define un protocolo de terminal virtual basado en los protocolos de capa de aplicación OSI. Sin embargo, el protocolo de terminal virtual no se usa mucho en Internet.

- Virtual Terminal le permite interactuar con microcontroladores o Arduino de forma inalámbrica, puede usarlo con otras aplicaciones o software de PC que permite una conexión.